# Sanluri
Sanluri ist eine italienische Gemeinde (comune) mit 8070 Einwohnern (Stand 31. Dezember 2023) in der Provinz Medio Campidano auf Sardinien. Sanluri ist Sitz der Provinzverwaltung und des Präsidenten der Provinz. Die Provinzhauptstadt Villacidro liegt 18 Kilometer südwestlich von Sanluri.

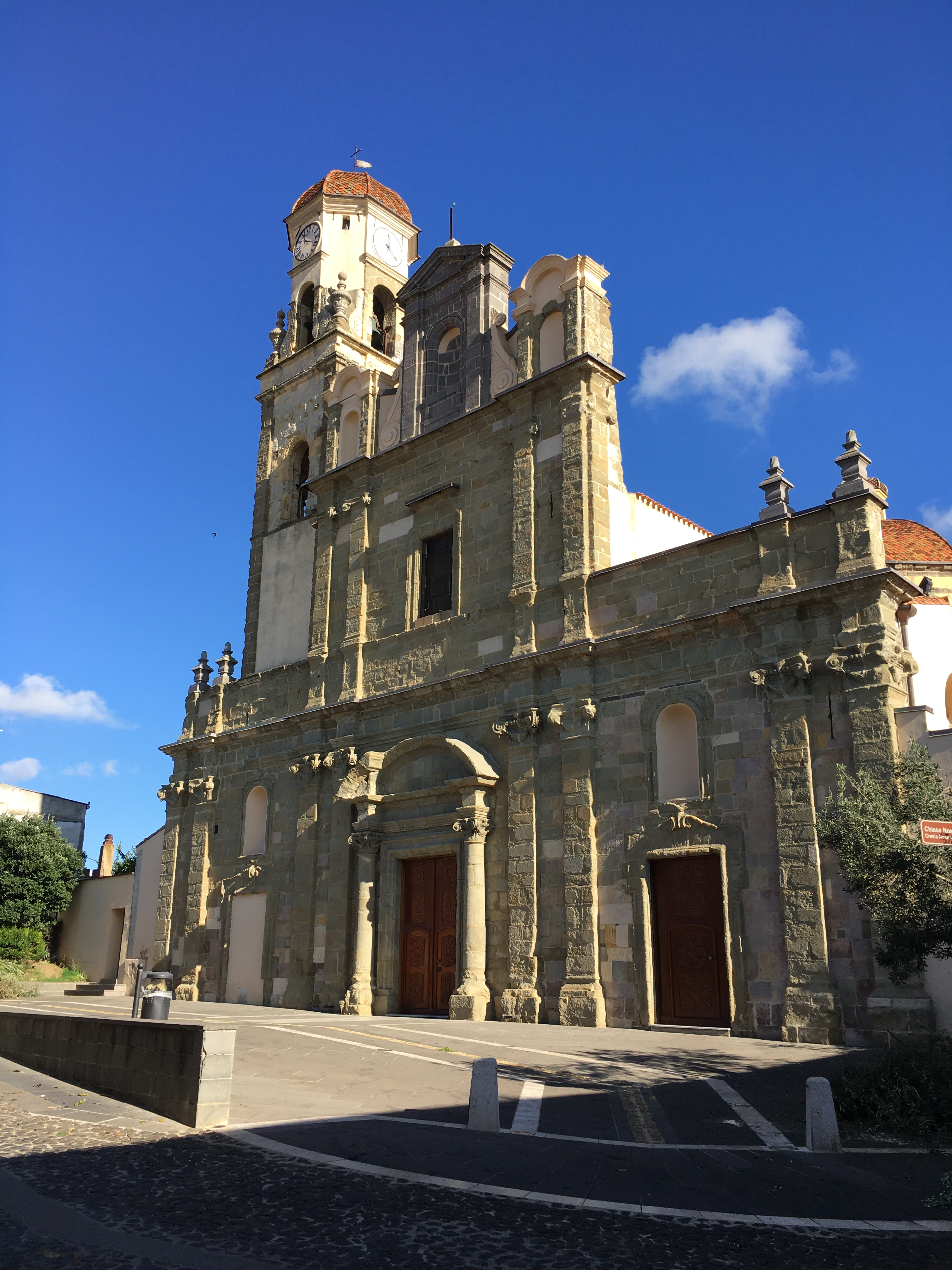
Kirche Mutter Gottes in Sanluri

## Geschichte
Zahlreiche archäologische Funde betonen die Bedeutung der Siedlung, insbesondere im Mittelalter. 1409 kommt es zur Schlacht von Sanluri: Die Königreiche Aragon und Sizilien besiegen mit ihren Truppen die Herrschaft von Arborea und die mit ihr verbündeten genuesischen Doria.

## Verkehr
Durch die Gemeinde führen die Strada Statale 131 Carlo Felice, die Strada Statale 197 di San Gavino e del Flumine und die Strada Statale 293 di Giba. Die Schmalspurbahn (950 mm) von Isili nach Villacidro ist seit 1958 stillgelegt. An der ebenfalls nichtelektrifizierten (Normalspur-) Bahnstrecke Cagliari–Golfo Aranci Marittima besteht allerdings noch der peripher gelegene Bahnhof Sanluri Stato, der allerdings nicht mehr im Personenverkehr bedient wird.

## Persönlichkeiten
- Renato Soru (* 1957), Gründer von Tessellis